# Больцманівський мозок
«Больцманівський мозок» (англ. «Boltzmann brain») — уявний експеримент; гіпотетичний об'єкт, що виникає в результаті флуктуації в будь-якій системі і здатний на усвідомлення свого існування. Зокрема, за деяких обставин те, що окремий мозок спонтанно сформується в порожнечі космосу, із пам’яттю про те, що він існував у нашому Всесвіті, є більш ймовірно, ні ж те, що весь Всесвіт еволюціонував у такий спосіб, аби уможливити існування такого мозку. Фізики використовують мисленнєвий експеримент Больцмана як аргумент reductio ad absurdum для оцінки конкуруючих наукових теорій. Поняття отримало назву на честь Людвіга Больцмана, який зробив великий внесок у розвиток статистичної фізики.
Мозок Больцмана набув нової актуальності приблизно в 2002 році, коли деякі космологи почали непокоїтися тим, що в актуальних космологічних моделях людський мозок справді значно частіше виникає внаслідок випадкових флуктуацій, ніж спостережувана історія Всесвіту; це призводить до висновку, що за статистикою люди, ймовірно, помиляються щодо своїх спогадів про минуле і насправді є мозком Больцмана. У застосуванні до новітніх теорій мультивсесвіту аргументи Больцмана про мозок є частиною невирішеної проблеми measure problem of cosmology.

## Використання в мистецтві
У «Вартових галактики 2» жива планета Его почала своє існування як «больцманівський мозок». Хоча саме визначення у фільмі не вживається, фактично відображає суть гіпотези.